# Богденіца (комуна)
Богденіца (рум. Bogdănița) — комуна у повіті Васлуй в Румунії. До складу комуни входять такі села (дані про населення за 2002 рік):
- Богденіца (161 особа)
- Кирцибаші (187 осіб)
- Короєшть (281 особа)
- Редеєшть (125 осіб)
- Скіту (77 осіб)
- Тунсешть (270 осіб)
- Чепешть (474 особи)

Комуна розташована на відстані 256 км на північний схід від Бухареста, 20 км на південь від Васлуя, 77 км на південь від Ясс, 117 км на північ від Галаца.

## Населення
За даними перепису населення 2002 року у комуні проживали 1575 осіб, усі — румуни. Усі жителі комуни рідною мовою назвали румунську.
Склад населення комуни за віросповіданням:
| Релігія       | Кількість осіб | Відсоток |
| ------------- | -------------- | -------- |
| православні   | 1573           | 99,9%    |
| римо-католики | 1              | 0,1%     |
| адвентисти    | 1              | 0,1%     |